# Rocna
Rocna – wieś w Rumunii, w okręgu Neamț, w gminie Icușești. W 2011 roku liczyła 392 mieszkańców.